# Lint Rides Again
Lint Rides Again è un importante pezzo di storia della band californiana Operation Ivy: l'album, infatti, documenta l'ultimo concerto del gruppo, che si tenne il 28 maggio 1989 al 924 Gilman Street di Berkeley.
La band, in quel momento, dopo due anni di concerti sia nella famosa Bay Area sia in giro per gli Stati Uniti, si trovava all'apice della propria popolarità, tanto che alcune importanti case discografiche quali, ad esempio, la EMI Records, si erano già fatte avanti intenzionate a sottoscrivere un contratto con il gruppo. Ma l'obiettivo degli Opiv non era quello di arricchirsi e di diventare famosi, bensì quello di scrivere e suonare musica genuinamente punk e divertirsi, senza occuparsi del successo. Da qui, dunque, la decisione di non "farsi intrappolare" da un contratto con una major, concludendo la propria carriera proprio nel momento di massima popolarità, con un ultimo concerto, di cui Lint Rides Again è appunto testimonianza. Per dare un'idea della popolarità che gli Op Ivy avevano raggiunto suonando sostanzialmente solo in circuiti underground, basti pensare che a quest'ultimo concerto presero parte più di 600 persone, quando la capienza del Gilman è di circa 300 posti.
Come riportato anche sul retro del cd, il concerto fu "registrato su un Panasonic SV-250 dat recorder con due Shure SM58 dynamic microphones", e la copertina del cd è un rifacimento della copertina dell'album (GI) dei The Germs.

## Formazione
- Jesse Michaels - voce
- Lint (Tim Armstrong) - chitarra
- Matt McCall (Matt Freeman) - basso
- Dave Mello - batteria

## Tracce
1. Yellin' In My Ear
2. I Got No
3. Sound System
4. Jaded
5. Here We Go Again
6. The Crowd
7. Knowledge
8. Healthy Body
9. Gonna Find You
10. Take Warning
11. Vulnerability
12. Room Without A Window
13. Bombshell
14. Officer
15. Freeze Up
16. Sleep Long
17. Trouble Bound
18. Hoboken
19. Hedgecore
20. Unity